# Курячівська волость
Курячівська волость — історична адміністративно-територіальна одиниця Старобільського повіту Харківської губернії із центром у слободі Курячівка.
Станом на 1885 рік складалася з 4 поселень, 4 сільських громад. Населення — 6550 осіб (3201 чоловічої статі та 3349 — жіночої), 885 дворових господарств.
|                     | Площа, десятин | У тому числі орної, дес. |
| ------------------- | -------------- | ------------------------ |
| Сільських громад    | 16851          | 15189                    |
| Приватної власності | —              | —                        |
| Казенної власності  | 887            | 887                      |
| Іншої власності     | 166            | 166                      |
| Загалом             | 17904          | 16242                    |

Поселення волості станом на 1885:
- Курячівка — колишня державна слобода при річці Деркул за 61 версту від повітового міста, 3161 особа, 395 дворових господарств, православна церква, школа, лавка.
- Гармашів — колишній державний хутір при річці Деркул, 1049 осіб, 151 дворове господарство.
- Кононівка — колишня державна слобода при річці Деркул, 1131 особа, 159 дворових господарства, православна церква.
- Лимарівка — колишня державна слобода при річці Деркул, 1209 осіб, 180дворових господарства, православна церква, школа.

Найбільші поселення волості станом на 1914 рік:
- слобода Курячівка — 4125 мешканців;
- слобода Лимарівка — 1856 мешканців;
- слобода Кононівка — 1456 мешканців;
- хутір Гармашів — 1911 мешканців.

Старшиною волості був Марко Прокопович Пугач, волосним писарем — Яків Костянтинович Тимошев, головою волосного суду — Олексій Іванович Білокобильський.